# Banda de Caspari

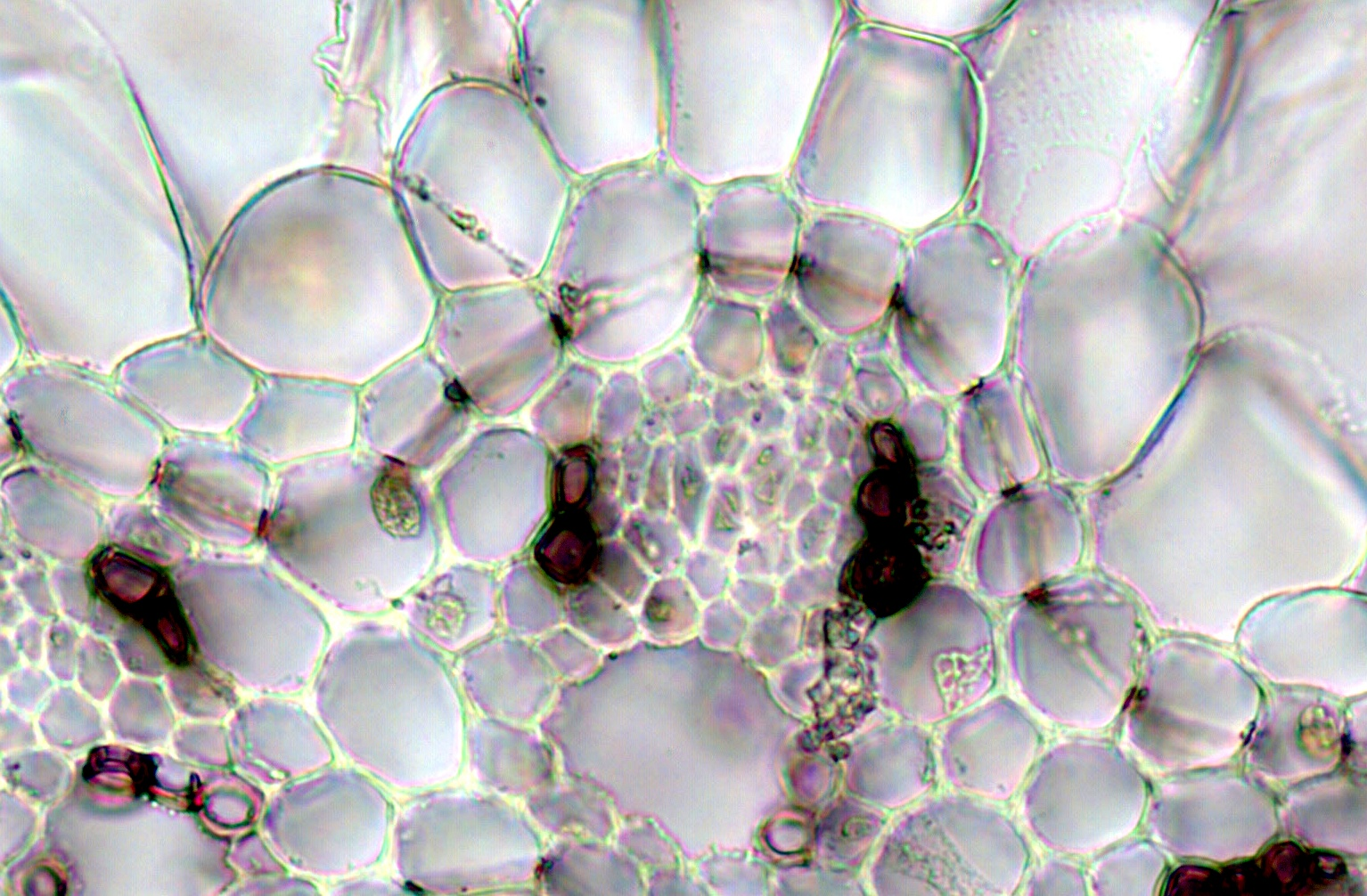
Endoderme com banda de Caspari em Equisetum giganteum

As bandas de Caspari são diferenciações das paredes primárias das células da endoderme das raízes das plantas. Essas diferenciações se estendem desde o córtex da raiz até o cilindro central. São compostas por uma camada de suberina que funciona como cintas impermeáveis que unem células vizinhas, vedando completamente os espaços entre elas.
As bandas de Caspari fazem parte da parede celular. Cada célula possui a sua própria banda. Quando obsevadas ao microscópio, as bandas apresentam uma coloração diferente, já que apresentam apetência diferente para a safranina.
Por conta da compactação da endoderme e a impermeabilidade das bandas de Caspari, todas as substâncias que entram e saem do cilindro vascular normalmente passam pelo protoplasto das células da endoderme. Sendo assim, fica assegurado que apenas substâncias que passam pela seletividade da membrana plasmática no protoplasto possam chegar ao xilema e respectivamente ao restante do corpo da planta.